# Pralesnička batiková
Pralesnička batiková (Dendrobates auratus) je malá pestře zbarvená žába z čeledi pralesničkovitých. Přestože biotop této žáby ubývá a je odchytávána pro obchod se zvířaty, podle Mezinárodního svazu ochrany přírody se jedná stále o málo dotčený taxon. Je zařazena do druhé přílohy CITES.

## Popis
Pralesnička batiková je 2,5–6 cm velká, světle žlutá až jasně zelená žába s množstvím nepravidelných černých skvrn a pruhů.
Žije v tropických deštných lesích a na kakaových plantážích ve Střední Americe a na severozápadě Jižní Ameriky. Jako nepůvodní druh se od 50. let vyskytuje také na Havaji. Nejčastěji se zdržuje v těsné blízkosti vodních toků a podobně jako ostatní pralesničky je ohrožována ztrátou přirozeného biotopu.
Nápadné zbarvení má varovnou funkci, toxiny pralesničky batikové jsou totiž prudce jedovaté. Na jedno stříknutí dokáží usmrtit až 1 500 lidí.
Pralesnička batiková je aktivní ve dne. Živí se malými bezobratlými živočichy. Není teritoriální, ale samci mezi sebou občas i mimo rozmnožovací období soupeří.
Samec hraje u pralesničky batikové v péči o vejce a mláďata zvláštní roli. Poté, co samice naklade 5–13 vajíček do listové opadanky, hlídá je pouze samec a následně vylíhnutá mláďata na hřbetě přenáší do malých vodních nádržek ve stromových dutinách.